# Kogutek
Kogutek (słow. Kohútik, 2436 m n.p.m.) – turnia znajdująca się w południowo-zachodniej grani Ciężkiego Szczytu w słowackiej części Tatr Wysokich. Od Ciężkiego Szczytu na północnym wschodzie oddzielona jest siodłem Przełączki pod Kogutkiem, a od Smoczej Grani na południowym zachodzie oddziela ją Smocza Przełączka. Wierzchołek Kogutka jest wyłączony z ruchu turystycznego, dostęp na niego mają jedynie taternicy.
Kogutek jest najbardziej wysuniętą na północ turnią znajdującą się w południowo-zachodniej grani Ciężkiego Szczytu. Posiada on dwa wierzchołki położone blisko siebie, które oddzielone są niewielką i wąską przełączką.
Nazwa Kogutka pochodzi zapewne od jego kształtu – przypomina on koguci grzebień.
Pierwsze wejścia:
- letnie: Roman Komarnicki, Roman Kordys, Jerzy Maślanka, 26 lipca 1910 r.,
- zimowe: Lajos Károly Horn i Ernő Kátai, 23 marca 1913 r. (w zejściu)[1].